# Personennahverkehrsgesellschaft Merseburg-Querfurt
Die Personennahverkehrsgesellschaft Merseburg-Querfurt (PNVG) ist für den öffentlichen Personennahverkehr im Saalekreis zuständig.

## Geschichte
Am 1. Mai 1992 wird die Personennahverkehrsgesellschaft Querfurt mbH gegründet, welche den ehemaligen Landkreis Querfurt bediente. Durch die Zusammenlegung der Landkreise Querfurt und Merseburg zum Landkreis Merseburg-Querfurt, verschmilzt auch die Personennahverkehrsgesellschaft Querfurt mbH mit der Personenbeförderungsbetriebe Merseburg GmbH und bilden die heutige PNVG. Im Jahr 1998 wurde der Verkehrsbetrieb Teil des neu gegründeten Mitteldeutschen Verkehrsverbundes.

## Bedienungsgebiet
Bedient wird die Fläche des ehemaligen Landkreises Merseburg-Querfurt, der zusammen mit dem Saalkreis im Jahre 2007 zum Saalekreis zusammengelegt wurde. Die meisten Buslinien verkehren im Großraum Merseburg.

## Linienübersicht
| Linie | Endpunkte                                                                     | Verlauf                                                                       |          |
| ----- | ----------------------------------------------------------------------------- | ----------------------------------------------------------------------------- | -------- |
| 111   | Merseburg ZOB – Carl-von-Basedow-Klinikum – Neumarkt – Meuschau – ZOB         | Merseburg ZOB – Carl-von-Basedow-Klinikum – Neumarkt – Meuschau – ZOB         | StadtBus |
| 112   | Merseburg ZOB – Meuschau – Neumarkt – Carl-von-Basedow-Klinikum – ZOB         | Merseburg ZOB – Meuschau – Neumarkt – Carl-von-Basedow-Klinikum – ZOB         | StadtBus |
| 113   | Merseburg ZOB – Beuna – Frankleben – Blösien – Geusa – ZOB                    | Merseburg ZOB – Beuna – Frankleben – Blösien – Geusa – ZOB                    | StadtBus |
| 114   | Merseburg ZOB – Geusa – Blösien – Frankleben – Beuna – ZOB                    | Merseburg ZOB – Geusa – Blösien – Frankleben – Beuna – ZOB                    | StadtBus |
| 131   | Merseburg ↔ Leipzig                                                           | Wallendorf – Günthersdorf – Rückmarsdorf                                      | PlusBus  |
| 700   | Querfurt ↔ Eisleben                                                           | Farnstädt – Rothenschirmbach – Bischofrode                                    | PlusBus  |
| 701   | Querfurt ↔ Barnstädt                                                          | Döcklitz – Obhausen – Nemsdorf                                                |          |
| 702   | Querfurt ↔ Mücheln                                                            | Barnstädt – Langeneichstädt – Stöbnitz                                        |          |
| 703   | Querfurt ↔ Querfurt                                                           | Barnstädt – Nemsdorf – Obhausen                                               |          |
| 704   | Querfurt ↔ Querfurt                                                           | Farnstädt – Röblingen – Esperstedt                                            |          |
| 705   | Querfurt ↔ Röblingen                                                          | Obhausen – Esperstedt – Schraplau                                             | TaktBus  |
| 706   | Querfurt ↔ Hornburg                                                           | Farnstädt – Rothenschirmbach – Osterhausen                                    |          |
| 708   | Querfurt ↔ Nebra                                                              | Niederschmon – Liederstädt – Zingst                                           | TaktBus  |
| 709   | Querfurt ↔ Landgrafroda                                                       | Leimbach – Hermannseck – Ziegelroda                                           |          |
| 719   | Merseburg ↔ Großkayna                                                         | Merseburg Süd – Beuna – Frankleben                                            | TaktBus  |
| 720   | Merseburg ↔ Mücheln                                                           | Beuna – Großkayna – Braunsbedra – Krumpa                                      |          |
| 721   | Merseburg ↔ Mücheln                                                           | Geusa – Blösien – Braunsbedra – Krumpa                                        | PlusBus  |
| 722   | Merseburg ↔ Mücheln                                                           | Braunsbedra – Roßbach – Branderoda                                            |          |
| 723   | Merseburg ↔ Freyburg                                                          | Beuna – Frankleben – Braunsbedra                                              |          |
| 724   | Merseburg ↔ Schkeuditz                                                        | Schkopau – Ammendorf – Döllnitz – Raßnitz                                     | PlusBus  |
| 726   | Merseburg ↔ Mücheln                                                           | Knapendorf – Delitz – Krakau – Oberwünsch                                     |          |
| 727   | Merseburg ↔ Querfurt                                                          | Knapendorf – Bad Lauchstädt – Schafstädt                                      |          |
| 728   | Merseburg ↔ Querfurt                                                          | Knapendorf – Bad Lauchstädt – Schafstädt                                      | PlusBus  |
| 732   | Merseburg ↔ Korbetha                                                          | Schkopau – Kollenbey                                                          |          |
| 737   | Merseburg ↔ Günthersdorf                                                      | Trebnitz – Bad Dürrenberg – Kötzschau                                         |          |
| 738   | Merseburg ↔ Günthersdorf                                                      | Friedensdorf – Schladebach – Kötzschau                                        |          |
| 739   | Merseburg ↔ Günthersdorf                                                      | Meuschau – Luppenau – Wallendorf – Dölkau                                     |          |
| 742   | Merseburg ↔ Lützen                                                            | Trebnitz – Leuna – Bad Dürrenberg – Tollwitz                                  |          |
| 743   | Merseburg ↔ Markranstädt                                                      | Leuna – Spergau – Bad Dürrenberg                                              |          |
| 744   | Merseburg ↔ Kleinkorbetha                                                     | Leuna – Spergau – Bad Dürrenberg                                              |          |
| 745   | Merseburg ↔ Raffinerie An der B91                                             | IGB Merseburg Süd                                                             |          |
| A     | Querfurt Bahnhof – ZOB – Schachtberg – Gewerbegebiet – Fichtensiedlung        | Querfurt Bahnhof – ZOB – Schachtberg – Gewerbegebiet – Fichtensiedlung        | StadtBus |
| A     | Mücheln St.Micheln – Schützenhaus – Zentralfriedhof – Stadtbahnhof – Stöbnitz | Mücheln St.Micheln – Schützenhaus – Zentralfriedhof – Stadtbahnhof – Stöbnitz | StadtBus |
| B     | Merseburg ZOB – Nord – Elisabethhöhe – Schkopau – Nord – ZOB                  | Merseburg ZOB – Nord – Elisabethhöhe – Schkopau – Nord – ZOB                  | StadtBus |
| B     | Querfurt Europahaus – ZOB – Gatterstädt – Lodersleben – Oberschmon – ZOB      | Querfurt Europahaus – ZOB – Gatterstädt – Lodersleben – Oberschmon – ZOB      | StadtBus |
| C     | Merseburg ZOB – West – ZOB                                                    | Merseburg ZOB – West – ZOB                                                    | StadtBus |
| C     | Querfurt ZOB – Klinikum                                                       | Querfurt ZOB – Klinikum                                                       | RufBus   |
| S     | Merseburg ZOB – West – Nord – Elisabethhöhe – Freiimfelde – ZOB               | Merseburg ZOB – West – Nord – Elisabethhöhe – Freiimfelde – ZOB               | StadtBus |

### PlusBus
Seit dem Start der S-Bahn Mitteldeutschland wurden die Linien 131, 700, 721, 724 und 728 in den letzten Jahren zum PlusBus aufgewertet. Gleichzeitig wurden die Linien 705, 708 und 719 zum TaktBus.
Die Linien 131 (Merseburg–Leipzig), 700 (Querfurt–Eisleben) und 728 (Merseburg–Querfurt) verkehren zudem im Bahn-Bus-Landesnetz Sachsen-Anhalt.